# فریدریش ویلهلم مورنائو
فردریک ویلهلم «اف. دبلیو» مورنائو (به آلمانی: Friedrich Wilhelm "F.W." Murnau) (زاده ۲۸ دسامبر ۱۸۸۸ – درگذشته ۱۱ مارس ۱۹۳۱) یکی از تأثیرگذارترین کارگردان‌های سینمای صامت آلمان بود. او نقش عمده‌ای در جنبش سینمای اکسپرسیونیست آلمان داشت. در خلال دهه ۱۹۲۰، بعضی از فیلم‌های صامت او مفقود شدند، اما اکثر آن‌ها نجات یافته‌اند.

## زندگی
او با نام اصلی فردریش ویلهلم پلامپ در بیلفلد در استان وست فالیا زاده شد و به دانشگاه هیلدلبرگ برای تحصیل در تاریخ هنر رفت. او نام مورنائو را از شهر کوچکی در آلمان گرفت. مورنائو در جنگ جهانی اول خلبان جنگی بود که بعد از آن و تحت تأثیر آن دورانش اولین فیلمش به نام پسر آبی‌پوش را در سال ۱۹۱۹ ساخت.

## فیلم‌های آلمانی
نوسفراتو فیلم بسیار مشهور مورنائو ست که یک اقتباس سینمایی از دراکولای برام استوکر می‌باشد که بعد از اینکارش بیوه استوکر بابت اینکار او برای حق کپی رایت اثر شکایت کرد. مورنائو در دادگاه مغلوب شد و دستور داده شد تا تمام نسخ فیلم نابود شود. اما نسخه‌های قاچاقی اثر از این قضیه نجات یافتند. نقش خون‌آشام در این اثر توسط بازیگر تئاتر آلمان ماکس شرک ایفا شده‌است. خاستگاه آنچه استوکر براساس آن داستان را نگاشته، به یک افسانه رومانیایی مربوط به کنت دراکولا و اینکه احتمالاً هنوز زنده است برمیگردد. یکی دیگر از فیلم‌های برجسته او بعد از نوسفراتو فیلم تحقیرشده‌ترین مرد است که در سال ۱۹۲۴ ساخته شد و فیلم‌نامه آن توسط کارل مایر (یکی از مهمترین چهره‌های جنبش سینمای کامراشپیل است) نوشته شد و بازیگر ستاره آن امیل یانینگز بود.
این فیلم زاویه دید از نظر سوژه دوربین را معرفی کرد که در آن دوربین از دید شخصیت بازی می‌نگرد و از فرمهای بصری برای رساندن حالت روحی شخصیت استفاده می‌کند. این تکنیک همچنین جنبش سینما وریته را به جهت وضعیت سوژه پیش‌بینی می‌کند. علاوه بر این تکنیک در این فیلم، رها کردن دوربین از قیدوبند، ترکیب تصاویر لایه‌های مختلف، پن، تیلت و زوم کردن نیز استفاده می‌شود. همچنین برخلاف کارهای پیشین مورنائو، فیلم تحقیرشده‌ترین مرد بیشتر در جهت سینمای کامراشپیال بوده تا سینمای اکسپرسیونیست. برعکس سینمای اکسپرسیونیست، سینمای کامراشپیل بر اساس مکان بازی دسته‌بندی می‌شوند یعنی اینکه محل بازی فاقد یک طراحی پیچیده است و طرح ماجرا بر اساس بی عدالتی اجتماعی پیش می‌رود.
آخرین فیلم آلمانی مورنائو، فیلم پرهزینه فاوست است که در سال ۱۹۲۶ به بازی یوستا ای‌یکمان در نقش شخصیت خردسال و امیل یانینگز در نقش شخصیت مفیستو و کامیلا هورن در نقش گرچن ساخته شد. این فیلم مورنائو براساس داستان قدیمی فاوست ترسیم شده‌است. این فیلم به خاطر صحنه‌ای که در آن تصویر مفیستو بالدار بر فراز شهر تخم آفت می‌پاشد مشهور است.

## فیلم‌شناسی
| ساخت | اکران        | نام فیلم            | عنوان آلمانی / انگلیسی                |
| ---- | ------------ | ------------------- | ------------------------------------- |
|      | ۲۸ ژوئن ۱۹۱۹ | پسر آبی‌پوش          | Der Knabe in Blau                     |
| ۱۹۱۹ | ۱۹۳۰         | شیطان               | Satanas                               |
| ۱۹۲۰ |              | گوژپشت و رقاصه      | Der Bucklige und die Tänzerin         |
| ۱۹۲۰ |              | مجسمه نیم‌تنه یانوس  | Der Januskopf                         |
| ۱۹۲۰ |              | عصر - شب - روز      | Abend - Nacht - Morgen                |
|      |              | هوس                 | Sehnsucht                             |
|      |              | سفر به درون شب      | Der Gang in die Nacht                 |
|      |              | قلعه اشباح          | Schloß Vogelöd                        |
| ۱۹۲۲ |              | ماریتزا             |                                       |
| ۱۹۲۲ |              | نوسفراتو            | Nosferatu, eine Symphonie des Grauens |
| ۱۹۲۲ |              | خاک سوزان           | Der brennende Acker                   |
| ۱۹۲۲ |              | شبح                 | Phantom                               |
| ۱۹۲۳ |              | تبعید               | Die Austreibung                       |
| ۱۹۲۴ |              | دارایی‌های دوک بزرگ  | Die Finanzen des Großherzogs          |
| ۱۹۲۴ |              | تحقیرشده‌ترین مرد    | Der letzte Mann                       |
| ۱۹۲۵ |              | تارتوف              | Herr Tartüff                          |
| ۱۹۲۶ |              | فاوست               |                                       |
| ۱۹۲۷ |              | طلوع: آواز دو انسان | Sunrise                               |
| ۱۹۲۸ |              | ۴ ابلیس             | 4 Devils                              |
| ۱۹۳۰ |              | دختر شهری           | City Girl                             |
| ۱۹۳۱ |              | تابو                | Tabu                                  |